# Schulgarten

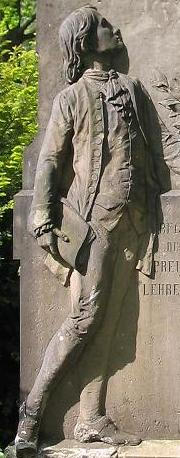
Schüler, Ausschnitt aus dem Denkmal für Johann Julius Hecker.

Ein Schulgarten ist ein für Aus- und Weiterbildungszwecke angelegter Garten. Er ist ein pädagogisches Mittel, um Wissen über Gartenbau und Landwirtschaft sowie über Natur und Umwelt zu vermitteln.

## Geschichte

### Antike
In der Antike sollen bereits Platon, Sokrates und Epikur zusammen mit ihren Schülern Gärten angelegt haben, um eine inspirierende Umgebung für Philosophie, Dichtung und Wissenschaft zu schaffen.
Der persische König Kyros II. soll Lehrgärten veranlasst haben, um Schüler in Obst- und Gartenbau unterweisen zu lassen.

### Mittelalter
Die Klostergärten des Mittelalters, insbesondere der Benediktiner, dienten – neben der Versorgung der Klosterbewohner mit Gemüse, Heilkräutern, Obst und Blumen – der Vermittlung von Wissen über die Anzucht und Pflege von Gartenpflanzen. Im Auftrag Karls des Großen verfasste Ansegis im Jahre 812 die Capitulare de villis vel curtis imperii. Er nennt 73 Nutzpflanzen, 16 Obstbaumarten und unter anderem Hanf. Der St. Galler Klosterplan, möglicherweise ein Idealplan aus dem frühen 9. Jahrhundert, sieht Kräuter-, Gemüse und Obstgärten vor. Walahfrid Strabo, der Abt des Klosters Reichenau, beschrieb um 840 im Liber de cultura hortorum in 444 lateinischen Hexametern die Pflege der Gärten, unter anderem 24 Heilpflanzen erwähnend.
Neben den Beeten für Arzneipflanzen für die mittelalterliche Heilkunde und Küchenkräuter für die Küche des Mittelalters kannte man auch Färberpflanzen, Pflanzen für kosmetische Zwecke, Zauberpflanzen (Liebeskräuter, Pflanzen mit halluzinogenen Inhaltsstoffen, Giftpflanzen) und Zierpflanzen. Die Benediktinerin Hildegard von Bingen, Begründerin des Klosters Rupertsberg, beschreibt um 1155 in ihrem Werk Physica („Naturkunde“) mehr als 500 Pflanzen, darunter auch wildwachsende. Heutige Kräuterspiralen, zugleich auch Beispiel für permakulturelle Gestaltung, berufen sich unter anderem auf ihre Pflanzenkunde.

### Furttenbachs „Paradiesgärtlein“

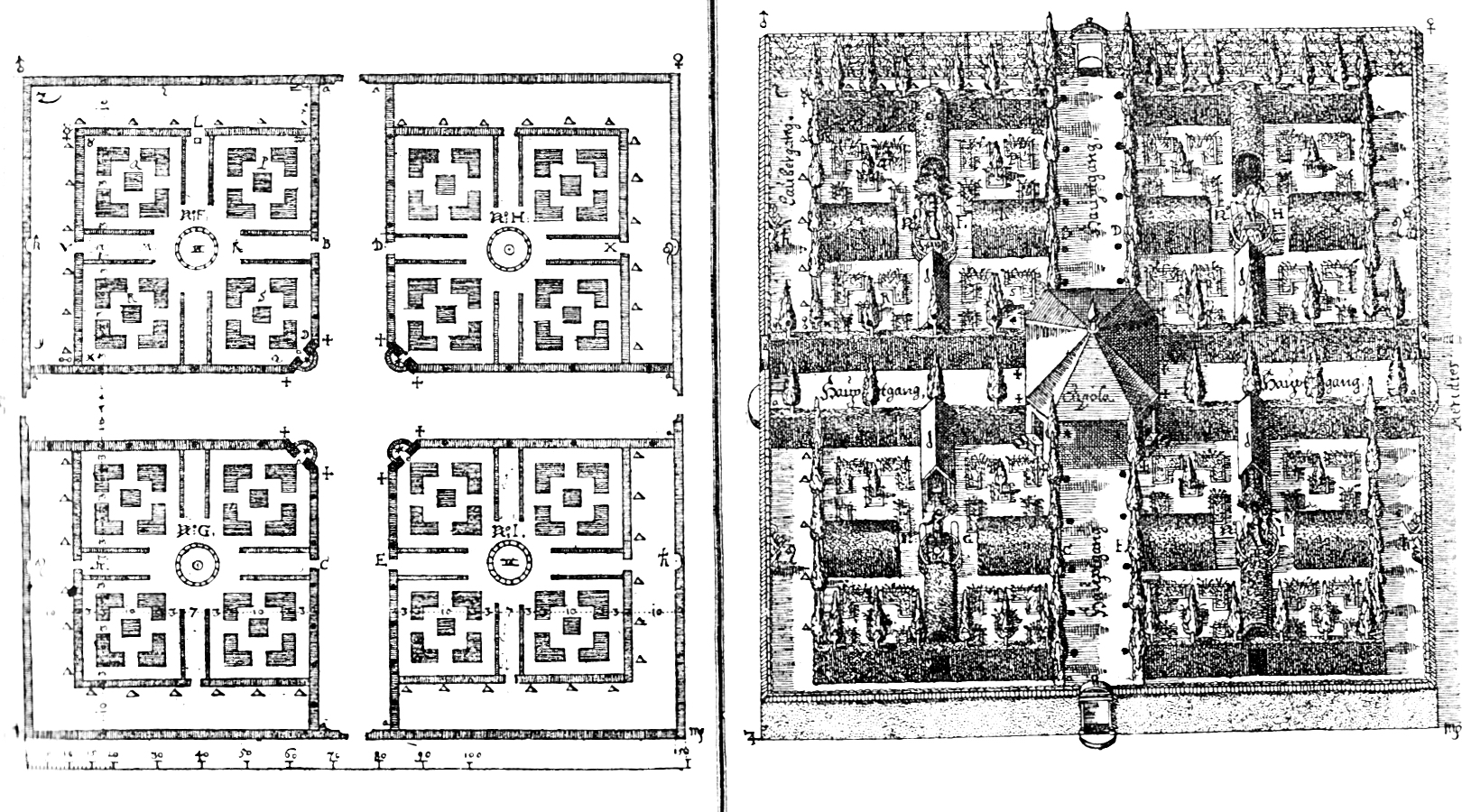
Joseph Furttenbach, Entwurf zu einem Schulgarten, Grundriss und Aufsicht, Kupferstich, 1663

Der vielseitige Joseph Furttenbach, der sich in seinen Architekturbüchern mit großem Interesse auch den gärtnerischen Anlagen von öffentlichen und halböffentlichen Bauten widmete, empfahl sowohl in der Architectura Universalis (1635) als auch im Mannheimer Kunstspiegel (1663), Schulbauten durch Gärten zu ergänzen. Sein Schul-Paradeiss-Gärtlin, ein in vielerlei Kompartimente unterteilter Heckengarten, sollte der „Ergötzlichkeit“, Erholung, Belehrung und Erziehung dienen, in seinen Worten „hierdurch den Kindern gute Gedancken zu erwecken, in das Paradies zu spazieren, daselbst ihr Christenthumb und andere gute und nützliche und rühmliche Künsten zu exerzieren“. Die Mitte bildete ein überkuppelter Raum als Prüfungssaal, wo Disputationen gehalten und die Arbeiten der Kinder ausgestellt wurden. In den blühenden Beeten sollten die Kinder sich zur Belohnung Blumen pflücken dürfen.

### Johann Julius Hecker
Den ersten Schulgarten Berlins und vermutlich auch Preußens ließ um 1750 der evangelische Theologe und Pädagoge Johann Julius Hecker anlegen. Hecker gliederte den Schulgarten der ebenfalls von ihm gegründeten ersten praxisorientierten „Ökonomisch-Mathematischen Realschule“ an. Bei dem neuen reformpädagogischen Ansatz, schulische und direkt berufsvorbereitende Lehrinhalte zu verbinden, spielte der Schulgarten in Heckers Konzept eine wichtige Rolle. Das Gelände befand sich auf dem heute so genannten Lenné-Dreieck.
Die volkswirtschaftliche Zeitung Leipziger Sammlungen berichtete 1750, man „... habe ganz besondere Anstalt zum lebendigen Unterricht in Plantagen-Sachen gemacht. Denn man hat ein Stück Acker gegen Erbpacht acquiriret, und läßt der Jugend in Recreationsstunden in der That selbst zeigen, was bey dem Anlegen von Hecken, dem Säen, Pflanzen, Pfropfen, Oculieren etc. und sonderlich der Wartung und Pflanzung der Maulbeer-Bäume zum Seidenbau in Acht zu nehmen.“
Der Seidenbau wurde zu dieser Zeit von Friedrich dem Großen mit dem Ziel gefördert, möglichst unabhängig vom Import den wachsenden Bedarf nach Seide befriedigen zu können.
Nach Heckers Tod im Jahr 1768 stellte der Botaniker Johann Gottlieb Gleditsch eine Inventarliste des Schulgartens zusammen und fand neben „... mehreren Treibhäusern und Mistbeeten, eine kleine Orangerie, Ananas, Cypressen, Lorbeern, Myrthen, Granaten, Aloe, Pisang, selbst Agaven und Kaffebäume...“

### Weitere Wegbereiter
Zu den Wegbereitern werden Johann Amos Comenius, August Hermann Francke, Friedrich Eberhard von Rochow, Christian Gotthilf Salzmann, Johann Heinrich Pestalozzi, Friedrich Fröbel, Georg Kerschensteiner und Rudolf Steiner gezählt.

### Schulgärten auf dem Land

Plan des Volksschulgartens der evangelischen Volksschule in Hetzeldorf 1878

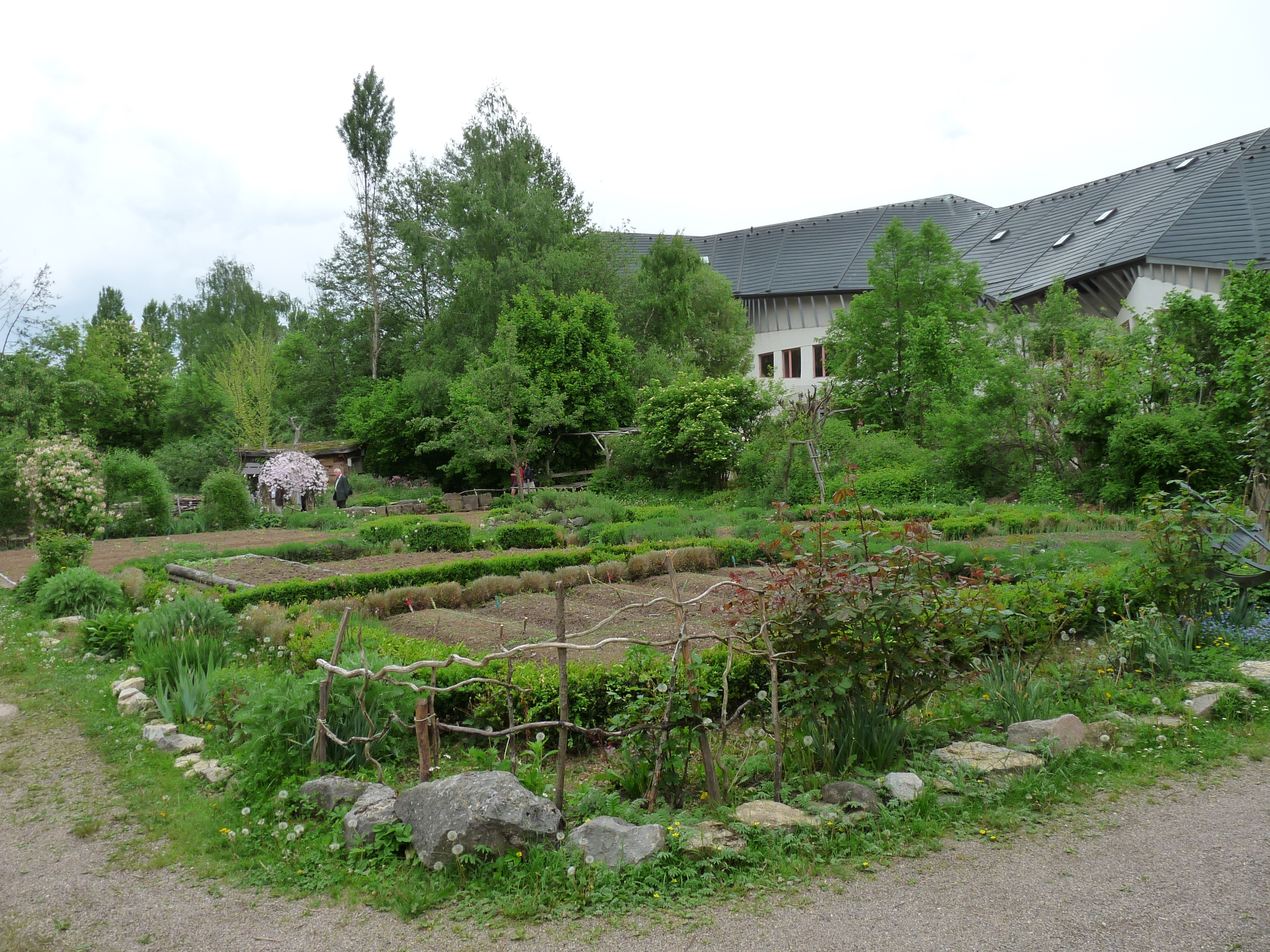
Ausschnitt eines Schulgartens an der Freien Waldorfschule Schopfheim.

Auch in ländlichen Regionen, z. B. in Südwestfalen, gab es bereits Ende des 18. Jahrhunderts die ersten Schulgärten, hier initiiert von Pastor Friedrich Adolf Sauer. Die „Industrieschule“ war im Herzogtum Westfalen der damals neue, durch die Reformideen der Aufklärung geprägte Volksschultyp. Zu der angestrebten ganzheitlichen Unterrichtsmethode gehörte die Förderung verschiedener Handfertigkeiten, vor allem aber der praktische Unterricht im Obst- und Gartenbau. Veredelte Obstbäume aus den Schulgärten der Industrieschulen wurden in der Region verkauft und zum Beispiel entlang der Chausseen gepflanzt. Die Landeskultur-Gesellschaft zu Arnsberg setzte 1810 erstmals eine Prämie für besonders engagierte Schulen aus. Der Preis ging nach Olpe, wo nachweislich 30.000 Apfel- und Birnenkerne gelegt, 4.500 Bäume gezogen und 700 veredelt worden waren.
In Bayern gab es 1753 einen Erlass, dass entlang der Landstraßen Obstbäume gepflanzt werden mussten. Ab 1790 kam es zur Anlage von Industriegärten, in denen die Schüler in der Bodenbearbeitung, der Pflanzenkunde und der Obstbaumzucht unterrichtet werden sollten. Im 19. Jahrhundert hießen die Industriegärten dann Schulgärten. Sie dürften der Anlass sein, dass die meisten Obst- und Gartenbauvereine von Lehrern und Pfarrern gegründet und anfänglich auch geleitet wurden.

### Schulgartenunterricht in der DDR
In der DDR war der Unterricht von der ersten bis zur vierten Klassenstufe Pflicht. Es gab auch entsprechende Lehrbücher. Jede Schule hatte (meistens außerhalb des Schulgeländes) ein Areal, in dem jede Schulklasse einige Beete anlegte. Das Erntegut wurde entweder der Schulspeisung zugeführt, dem ortsansässigen Einzelhandel über regulären Aufkauf angeboten oder gleich vor Ort verkauft. Die eingenommenen Gelder gingen oft in die Klassenkasse. Auch die Schüler konnten sich einen Teil mit nach Hause nehmen. Der Schulgartenunterricht war neben dem Werkunterricht Teil des Polytechnischen Unterrichts.

### Situation heute
Zurzeit erlebt die Schulgartenbewegung in Deutschland eine wenn auch langsame Renaissance. So wurde im Jahre 2002 in Fulda die Bundesarbeitsgemeinschaft Schulgarten, kurz BAG Schulgarten (BAGS) gegründet. Diese will das Thema bundesweit fördern und in den Lehrplänen verankern. In Baden-Württemberg gibt es nach einer repräsentativen Umfrage an fast 40 % aller Schulen einen Schulgarten. In vielen Montessori-Bildungseinrichtungen existiert ein Schulgarten, um praktisch arbeiten zu können. An Waldorfschulen wird Gartenbau von Klasse 6–8 unterrichtet.
An Grundschulen ist ein Schulgarten ein wichtiges Lehrmittel. Die Kinder lernen dabei sowohl theoretische Grundkenntnisse zu Pflanzen (ergänzend zum Sachunterricht) als auch die praktische Arbeit im Garten. Jedoch ist Thüringen das einzige Bundesland aus der ehemaligen DDR, das den Schulgartenunterricht nicht aus dem Lehrplan gestrichen hat.

## Konzepte
Zu den Vorschlägen für die praktische Arbeit zählt die Planung, Anlage und Pflege eines Gemüsebeets.
Weitere vermittelbare Themen sind:
- Gärtnern ohne Gift,
- Kompostierung,
- artgerechte Tierhaltung,
- Artenschutzmaßnahmen wie zum Beispiel der Bau von Nisthilfen für Vögel, Insekten und Fledermäuse sowie,
- gesunde Ernährung,
- Wildwiesen, Feuchtbiotope, Anlage von naturnahen Flächen